# Проскалин
Проскалин, или 4-пропилокси-3,5-DMPEA является психоделиком и галлюциногеном, иногда используемым в качестве энтеогена. Он обладает структурными и фармакодинамическими свойствами, подобными мескалину, изопроскалину и эскалину.

## Химия
Проскалин относится к соединениям, известным как фенилэтиламины, и является 4-пропилокси гомологом мескалина.

## Правовой статус

### Великобритания
Проскалин является контролируемым веществом класса А в Великобритании.

### США
Проскалин не относится к контролируемым веществам в США.